# Girolamo Boncompagni
Girolamo Boncompagni (ur. 23 marca 1622 w Isoli, zm. 24 stycznia 1684 w Bolonii) – włoski kardynał.

## Życiorys
Urodził się 23 marca 1622 w Isoli. Po studiach uzyskjał doktorat utroque iure, a następnie został referendarzem Najwyższy Trybunał Sygnatury Apostolskiej. 11 grudnia 1651 roku został wybrany arcybiskupem Bolonii, a 4 lutego 1652 roku przyjął sakrę. W latach 1660–1664 był prefektem Pałacu Apostolskiego. 14 stycznia 1664 roku został kreowany kardynałem prezbiterem i otrzymał kościół tytularny Santi Marcellino e Pietro. Zmarł 24 stycznia 1684 roku w Bolonii.